# Siedlce (Gdańsk)
Siedlce (dawniej Szydlice lub Siedlice, Alurium Schedelicz, Vlys Schedelicz, kaszb. Szëdlëce, niem. Schidlitz, Siedlece) − dzielnica administracyjna i mieszkaniowa Gdańska położona na zachód od Śródmieścia, wzdłuż drogi w kierunku Kartuz (ul. Kartuska).
Obecna urzędowa nazwa dzielnicy została utworzona przez Komisję Nazw Miejscowości i Obiektów Fizjograficznych.
Oprócz ulicy Kartuskiej z centrum dzielnicę łączy linia tramwajowa. Dzielnica posiada dwie szkoły podstawowe, liceum ogólnokształcące, kościół parafialny pw. św. Franciszka z Asyżu, urząd pocztowy.

## Toponimia
Nazwa dzielnicy „Siedlce” pochodzi od starosłowiańskiego słowa „siodło”, które oznaczało małą osadę. Obecna nazwa pochodzi od słowa „Szydlice”. Ostateczną wersję ustaliła Komisja Nazw Miejscowości i Obiektów Fizjograficznych.

## Granice dzielnicy

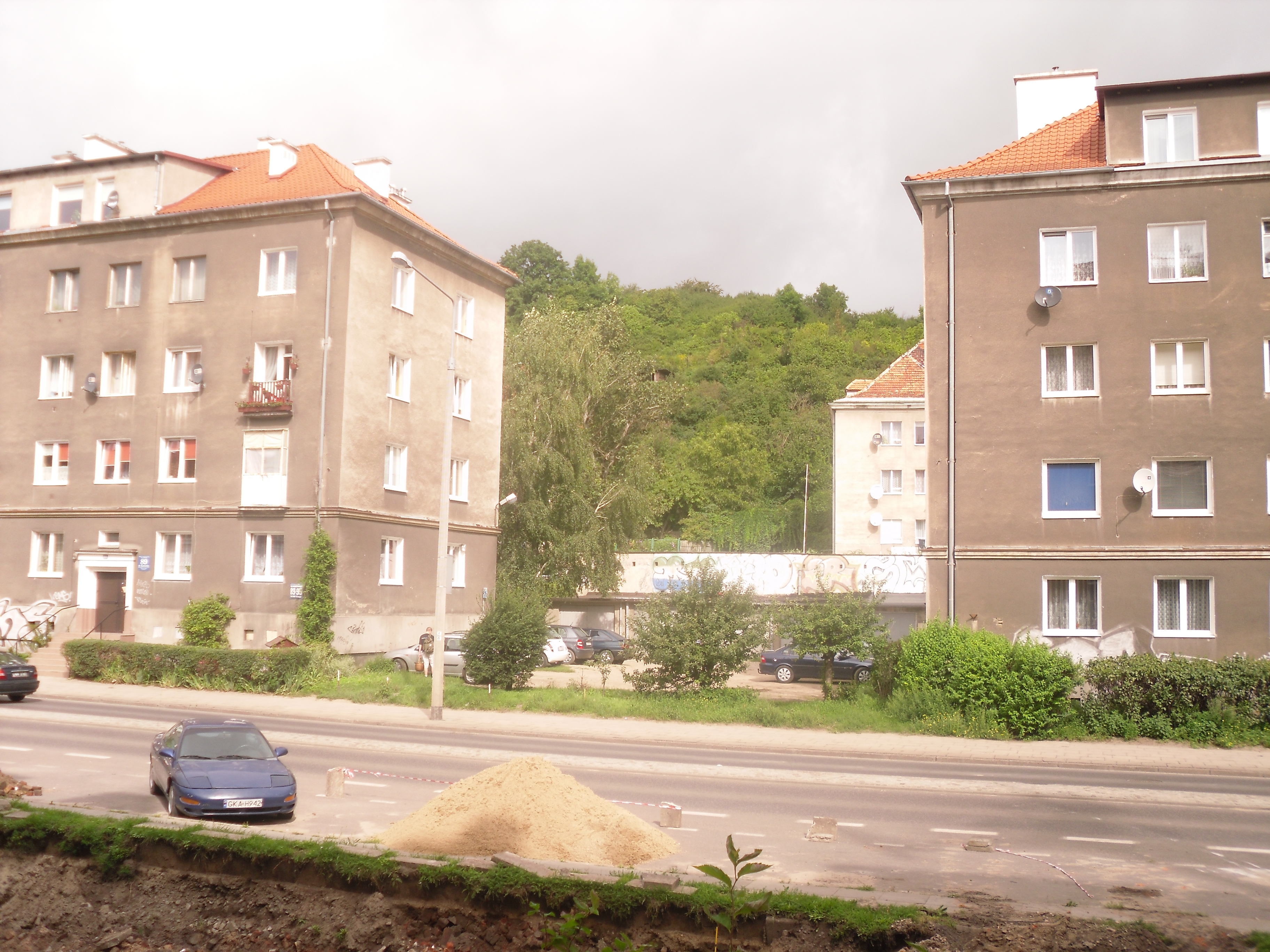
Siedlce, widok na Suchanino

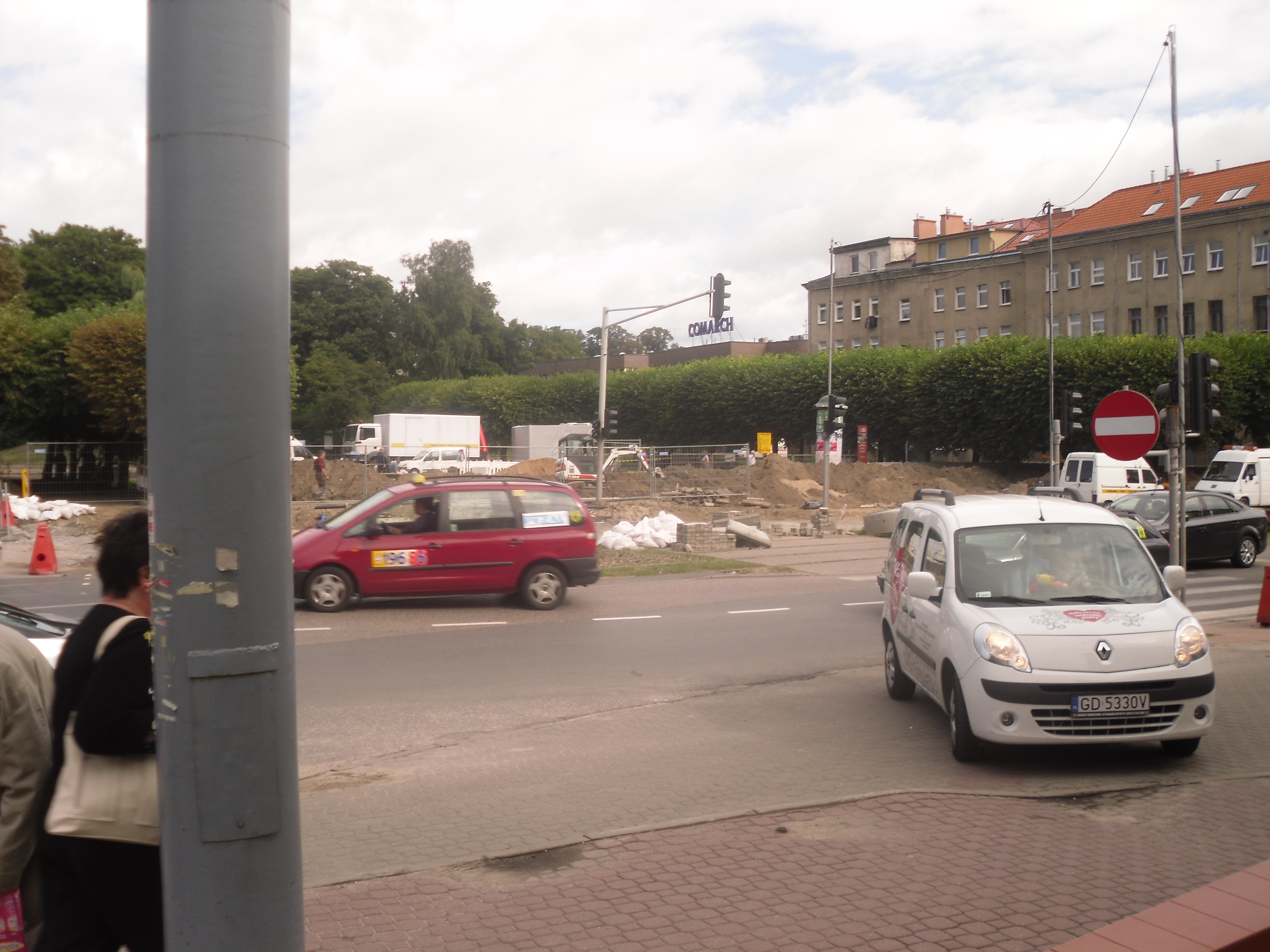
Miejsce, w którym znajdowała się Brama Siedlecka

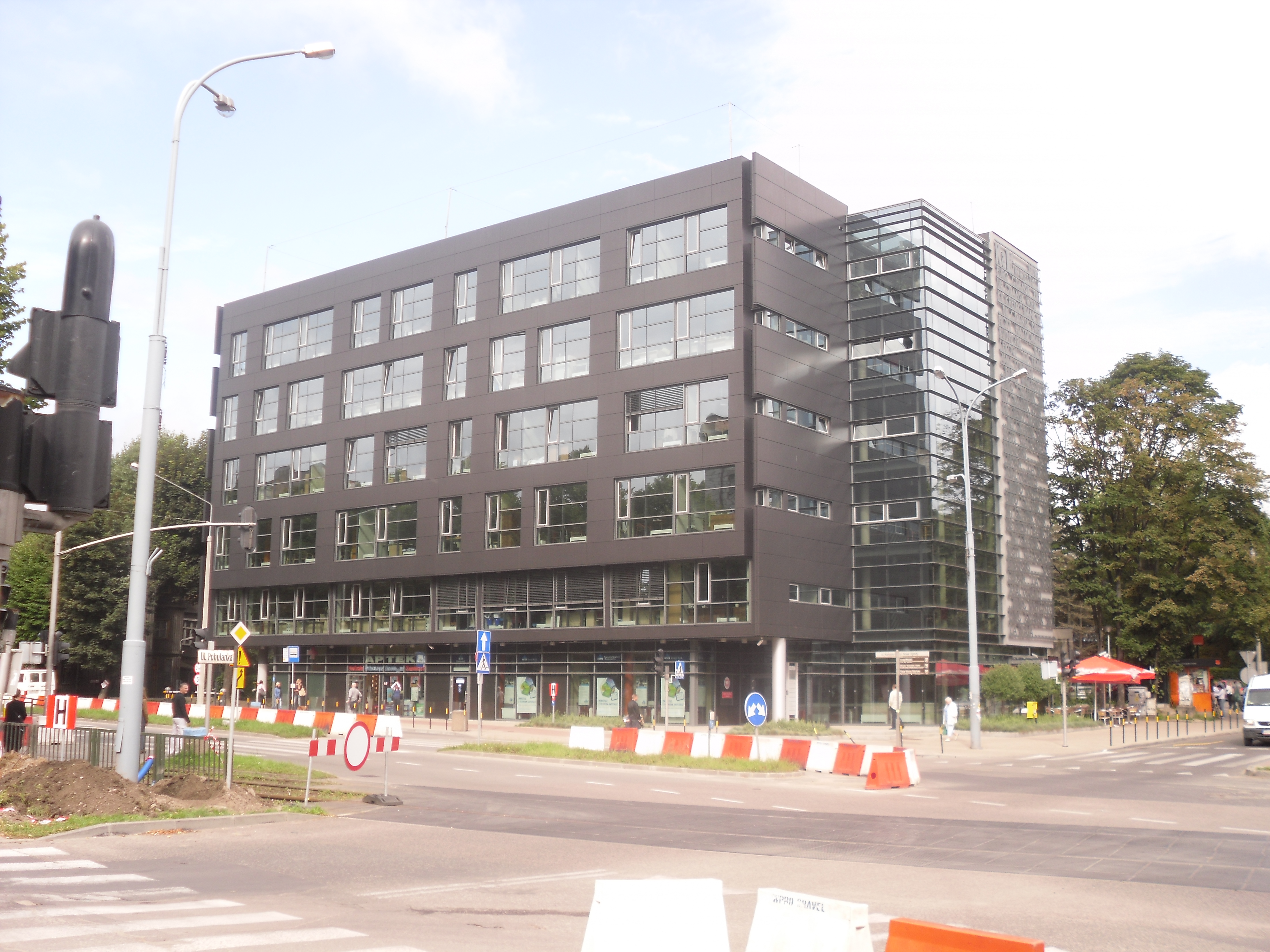
Biurowiec Ka5

Według podziału administracyjnego Gdańska na dzielnice, Siedlce graniczą z Aniołkami, Chełmem, Pieckami-Migowem, Suchaninem, Śródmieściem, Ujeściskiem-Łostowicami i Wzgórzem Mickiewicza.
Granica z Aniołkami jest klarowna i łatwa do odnalezienia w terenie, gdyż biegnie wzdłuż ulicy Powstańców Warszawskich na odcinku od ulicy Generała Henryka Dąbrowskiego (trójstyk ze Śródmieściem) do Cygańskiej Góry (trójstyk z Suchaninem). Granica ta ma związek ze zmianami granic Gdańska na przestrzeni lat.
Granica z Chełmem biegnie ulicą Pohulanka od zaułka tej ulicy (trójstyk z Śródmieściem) poprzez aleję Armii Krajowej do linii łączącej aleję Armii Krajowej z ulicą Pobiedzisko (trójstyk ze Wzgórzem Mickiewicza). Granica ta jest również dobrze widoczna w terenie.
Granica z Pieckami-Migowem jest najkrótszą granicą Siedlec − biegnie od trójstyku z Ujeściskiem-Łostowicami do skrzyżowania ulic Nowolipie i Franciszka Rakoczego (trójstyk z Suchaninem). Granicę bardzo trudno zaobserwować w terenie ze względu na brak charakterystycznych punktów w terenie. Przebieg granicy ma związek z rozszerzeniem granic miasta w 1973 roku.
Granica z Suchaninem jest najdłuższą ciągłą granicą Siedlec. Granica jest bardzo dobrze widoczna w terenie ze względu na to, że Suchanino leży na wysokiej morenie, natomiast Siedlce znacznie niżej. Ponadto Suchanino ma inny charakter zabudowy niż Siedlce. Granica pomiędzy dzielnicami rozpoczyna się od trójstyku z Aniołkami, biegnie początkowo ulicą Powstańców Warszawskich, następnie za Wojskowym Cmentarzem Francuskim biegnie granicą tego obiektu (cmentarz leży na obszarze Siedlec), aż do drogi przechodzącej przez cmentarz. Potem biegnie linią od wyjazdu z cmentarza do skrzyżowania ulic Ludwika Bethoveena z Leona Wyczółkowskiego, potem do skrzyżowania ulic Ludwika Bethoveena i Powstańców Warszawskich. Dalszy fragment biegnie wzdłuż ulicy Powstańców Warszawskich − w tym miejscu granica jest najbardziej czytelna ze względu na skarpę (na tym odcinku ulica ma zabudowę tylko od strony Suchanina, Siedlce znajdują się pod skarpą). Dalszy ciąg granicy, aż do ulicy Nowolipie, jest związany z przebiegiem skarpy. Do Siedlec należą ulice leżące u podnóża skarpy, a do Suchanina te na skarpie. Jedyną ulicą, która przecina tę granicę jest ulica Schuberta zaraz przy skrzyżowaniu z Nowolipiem. Następnie granica biegnie ulicą Nowolipie do skrzyżowania z Piekarniczą, gdzie znajduje się trójstyk z Pieckami-Migowem.
Granica ze Śródmieściem jest bardzo charakterystyczna, szczególnie łatwa do zaobserwowania na ulicy Kartuskiej / Nowych Ogrodach. Biegnie ulicami Powstańców Warszawskich od skrzyżowania z Generała Henryka Dąbrowskiego (trójstyk z Aniołkami) przez ulicę Pohulanki do zaułku tej ulicy (trójstyk z Chełmem). Przebieg tej granicy jest związany z dawną granicą miasta.
Granica z Ujeściskiem-Łostowicami biegnie od trójstyku ze Wzgórzem Mickiewicza do trójstyku z Pieckami-Migowem. Granica jest bardzo trudna do zaobserwowania w terenie ze względu na podobną zabudowę z obu stron granicy. Przebieg granicy związany jest z rozszerzeniem granic miasta w 1973 roku.
Granica ze Wzgórzem Mickiewicza jest bardzo łatwo widoczna w terenie ze względu na brak ulic łączących te dwie dzielnice, poza skrzyżowaniem Pobiedziska, Pana Tadeusza i Kłopotem oraz z drugiej strony Łostowicką.

## Zabudowa

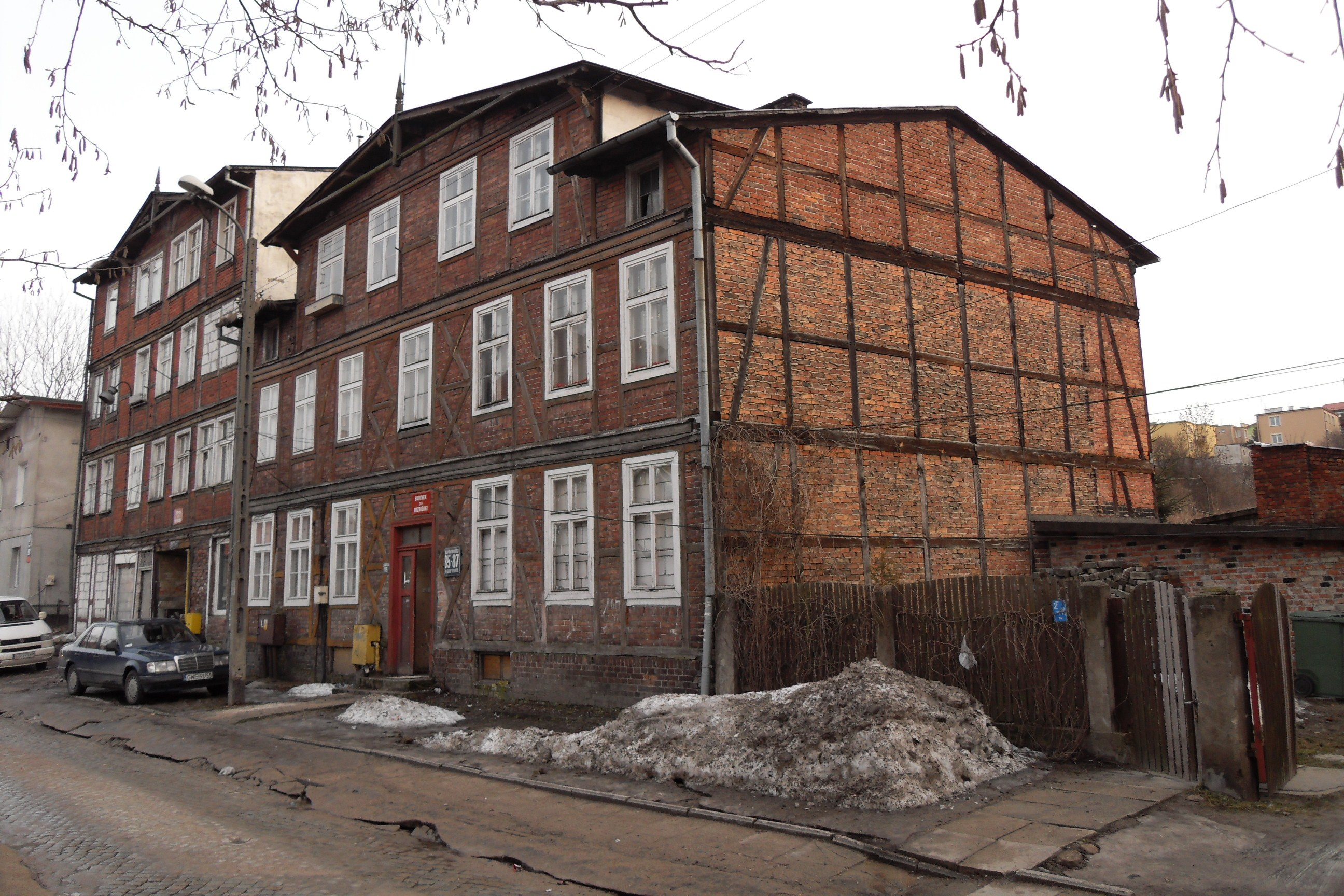
Kamienice z muru pruskiego przy ul. Malczewskiego

Przedwojenna, drewniana zabudowa Siedlec spłonęła w wyniku pożaru, który wybuchł pod koniec II wojny światowej. Z tego okresu pozostały nieliczne obiekty zabytkowe: kościół katolicki, zabudowa liceum ogólnokształcącego oraz zespół młynów. Wojnę przetrwały ponadto budynki osiedla mieszkaniowego z lat 30., położone w dolnej części ul. Kartuskiej oraz część kamienic z muru pruskiego przy ul. Malczewskiego i sąsiednich. Najstarszym domem w dzielnicy jest budynek z XVIII w. przy ul. Kartuskiej 124A.
Powojenna zabudowa Siedlec składa się zasadniczo z dwóch rodzajów: powstałych w latach 50. socrealistycznych kamienic stojących wzdłuż ulicy Kartuskiej i bocznych ulic oraz położonych bliżej pętli tramwajowej bloków z prefabrykatów. Przy wjeździe do Siedlec ulicą Kartuską stoi biurowiec (Ka5), który powstał w 2008 roku.

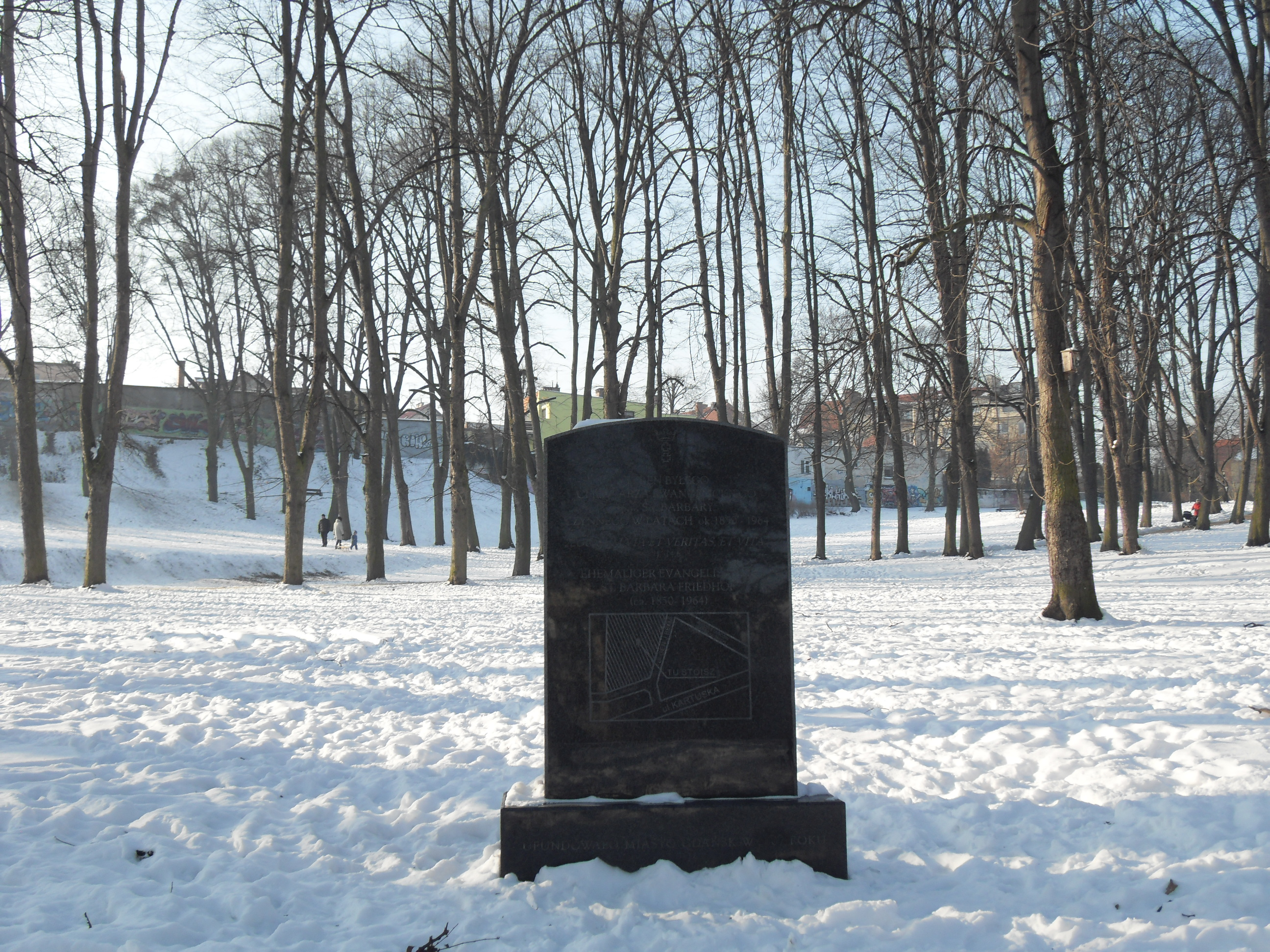
Teren byłego cmentarza ewangelickiego św. Barbary (czynnego w latach ok. 1850–1964) – obecnie park

### Części dzielnicy

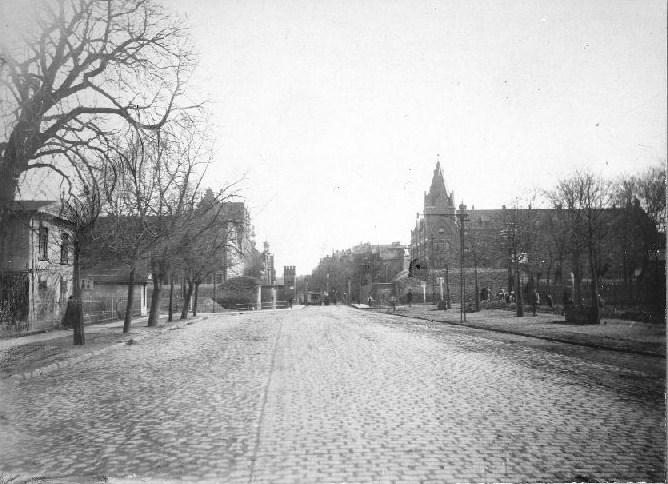
Brama Nowych Ogrodów i ul. Kartuska, widok w kierunku centrum Gdańska, ok. 1895

- Dolina
- Emaus
- Krzyżowniki
- Szkódka
- Winniki
- Ziemica

## Historia

### przed 1814
Pierwsza wzmianka o Siedlcach i znajdującym się tu młynie pochodzi z roku 1400. W 1454 roku Kazimierz Jagiellończyk podarował wieś Gdańskowi. W 1462 została spalona przez krzyżaków. W 1537 roku teren Siedlec został przekazany gdańskiemu Domowi Ospy (Lazaretowi) przez Arnolda van Schellinge. Część wsi należała w tym czasie do gdańskich brygidek, które osiedlały tu tzw. partaczy (niezrzeszonych w cechach rzemieślników), co było przyczyną licznych sporów z Gdańskiem. 
Wjazdu do Gdańska od strony Siedlec strzegła brama miejska zwana Bramą Nowych Ogrodów lub Bramą Majorów, czasem również Bramą Siedlecką. Brama ta nie zachowała się, jednak o miejscu w którym stała świadczą: zmiana nazwy ulicy Nowe Ogrody/Kartuska oraz układ skrzyżowania.

### 1814−1945
Na początku XIX w., mimo bycia stolicą rejencji, Gdańsk nie rozwijał się w tempie spodziewanym dla miasta pełniącego tak ważną rolę w państwie pruskim. Z drugiej jednak strony w 1814 miasto rozszerzyło swoje granice administracyjne, wśród włączonych wówczas terenów znalazła się wieś Siedlce. Teren wówczas włączony nie odpowiada jednak obecnej dzielnicy.
Pod koniec XIX w. na terenie obecnego parku (u zbiegu ulic Bema i Zakopiańskiej) przy wjeździe do Siedlec od strony Nowych Ogrodów znajdował się cmentarz świętej Barbary.

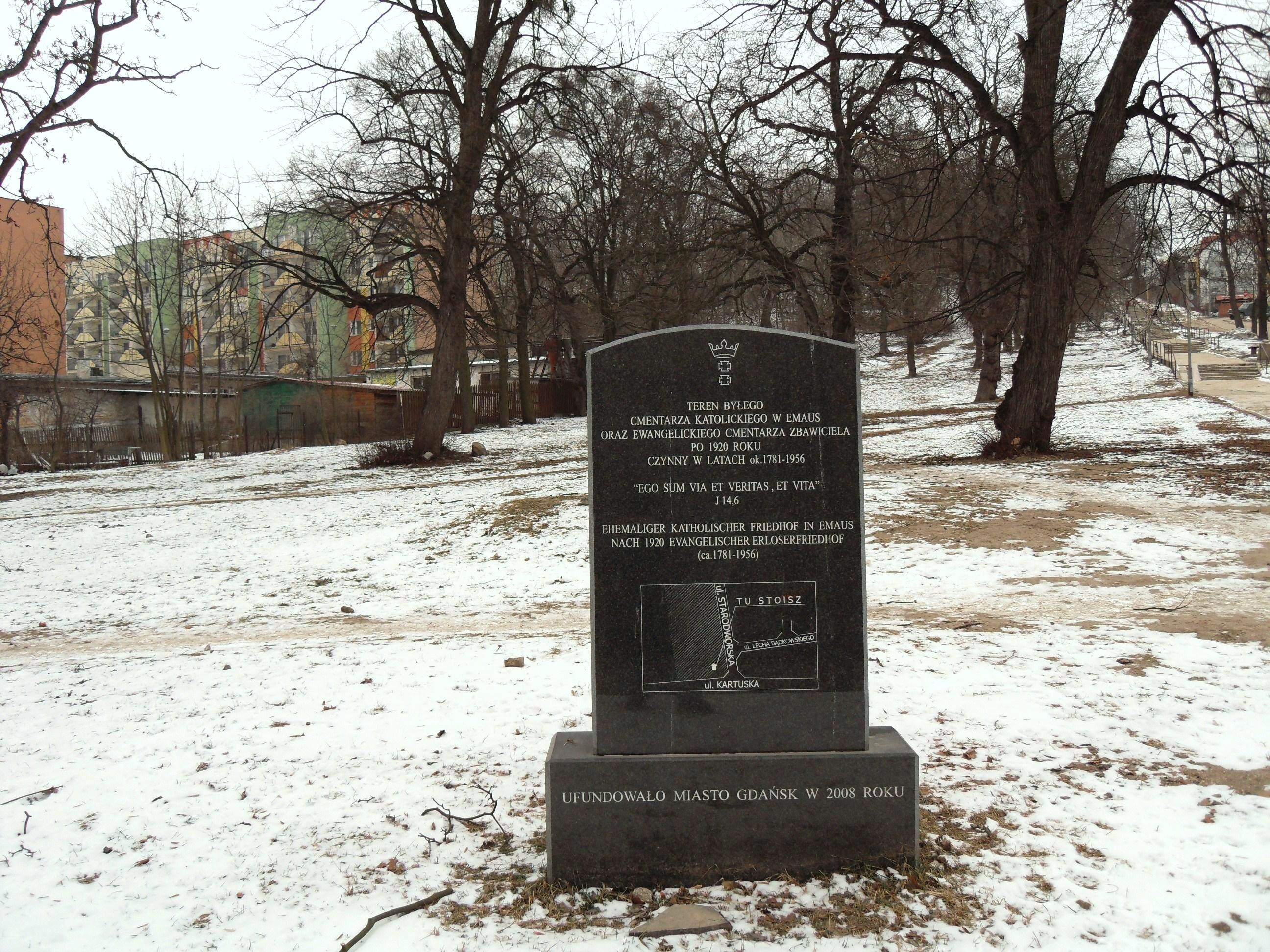
Teren byłego cmentarza katolickiego w Emaus oraz ewangelickiego cmentarza Zbawiciela po 1920 roku, czynny w latach ok. 1781–1956

Na przełomie wieków XVIII w. i XIX w. na terenie Siedlec działa duża garbarnia należąca do Anglików Walkera i Gillinga. Garbarnia przestała istnieć po wojnach napoleońskich. Jej miejsce zajęły mniejsze zakłady.
W 1874 roku dołączono do Gdańska południową część Siedlec. W 1880 w 340 domach i 1325 gospodarstwach domowych mieszkało na Siedlcach 5830 osób. 
W 1886 roku zbudowano linię tramwajową z centrum Gdańska do Siedlec, powstała przy okazji również zajezdnia. 12 sierpnia 1896 na trasie tej jako jednej z pierwszych ruszyły tramwaje elektryczne.
Przełom XIX w. i XX w. to okres w którym w Gdańsku nastąpiła reforma szkolnictwa i kościoła. Powstały wówczas, głównie w dzielnicach podmiejskich, ludowe komitety budowy szkół i kościołów.
W 1892 roku powstał komitet budowy kościoła katolickiego na Siedlcach. Neogotycki gmach kościoła (obecnie pw. św. Franciszka z Asyżu) był budowany od 8 maja 1904 do 4 grudnia 1906. Wcześniej, w 1901 roku, powstał (przy skrzyżowaniu ul. Kartuskiej z ul. Kościelną) również neogotycki, ewangelicki kościół Zbawiciela (Salvatorkirche). W 1902 roku powstała szkoła dla chłopców, obecnie w jej budynku znajduje się VIII liceum ogólnokształcące. W roku 1905 w Siedlcach mieszkało 9907 osób.
W pierwszych dwóch dekadach XX w. Siedlce stały się dzielnicą robotniczą. To spowodowało z jednej strony duży napływ ludności spoza Gdańska oraz szybki rozwój budownictwa mieszkaniowego, z drugiej jednak pogorszenie warunków mieszkaniowych oraz sanitarnych. Budowa nowych budynków robotniczych wokół zakładów przemysłowych spowodowała również niespójność dzielnic, które rozwijały się osobno i nie tworzyły zwartej tkanki miejskiej. Budowa nowych mieszkań nie nadążała za potrzebami, co powodowało wysokie czynsze. Dodatkowo budowa w pierwszej dekadzie XX w. głównie dużych wielopokojowych mieszkań spowodowała tworzenie się rodzin wielopokoleniowych. W drugiej dekadzie zwiększająca się liczba imigrantów spowodowała większy popyt na mieszkania małe jednoizbowe.
W 1908 w Gdańsku zaczęły powstawać ogródki działkowe. W 1914 na terenie Siedlec działo 112 ogródków (nieco więcej niż 30% działających na terenie miasta).
W 1914 roku dołączono do Gdańska Emaus, co spowodowało, że cała dzielnica Siedlce, według granic z 1992 roku, znalazła się w granicach Gdańska.

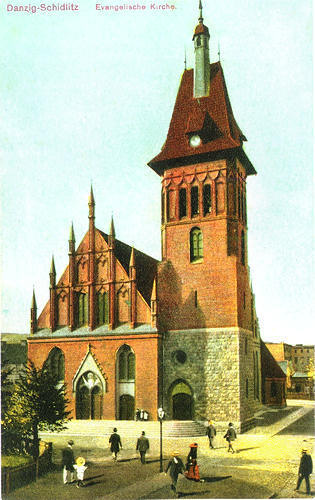
Nieistniejący kościół Zbawiciela, ok. 1905

### 1945−1989
W wyniku działań wojennych, w szczególności podczas zdobywania Gdańska przez Armię Czerwoną znaczna część zabudowy Siedlec została zniszczona. Znacznemu uszkodzeniu uległ kościół Zbawiciela i został rozebrany po wojnie. W grudniu 1945 rozpoczęły się obserwacje meteorologiczne w Gdańsku-Siedlcach. W latach 1946−1948 odbudowano kościół katolicki. Kilkanaście lat po wojnie zaprzestano pochówków na cmentarzu przy ul. J. Bema. Z czasem teren, podobnie jak innych zlikwidowanych cmentarzy, został przeznaczony na park.
Zachowaną zabudowę dzielnicy w latach 50. uzupełniono o nowe budynki w charakterystycznych pierzejach wzdłuż ulicy Kartuskiej. W późniejszych latach wyprostowano również przebieg ulicy Kartuskiej, przebudowano linię tramwajową na dwutorową oraz skanalizowano płynący wzdłuż ulicy Potok Siedlecki.
1 lutego 1976 miał miejsce wybuch gazu na Siedlcach, w którym zginęło 17 osób.
30 lipca 1984 kościół św. Franciszka i zabudowania kościelne zostały wpisane do rejestru zabytków.

### po 1989
W 2008 roku przy wjeździe do dzielnicy od strony Śródmieścia został zbudowany biurowiec Ka5, dwa lata później budynek biurowy zbudowano również przy pętli tramwajowej.

### Zabytki
- 2 drewniane domy z 1908 (Kartuska 7 i Kartuska 11) nr rej.: 1055 z 16.10.1989[20].
- dom z XVIII wieku (Kartuska 124a) nr rej.: 427 z 30.10.1971[20].
- Zespół Szkół z 1902: szkoła, sala gimnastyczna i budynek gospodarczy (Kartuska 128) nr rej.: A-1130 z 3.10.1995[20].
- Zespół kościoła pw. św. Franciszka z Asyżu z lat 1904–1906[21]: kościół, plebania i budynek gospodarczy przy plebanii (Kartuska 186), nr rej.: 888 z 30.07.1984[20]. Kościół został wybudowany w stylu neogotyckim. Długość budynku po odbudowie wynosi 52 m, szerokość w transepcie 30 m, wysokość 17 m, powierzchnia 1160 m². Kościół jest trójnawowy[22].
- Zespół młynów Emaus (Kartuska 213/215) nr rej.: A-428 z 30.10.1971 / A-429 z 30.10.1971 / A-1162 z 14.02.1997 – obecne budynki są z XIX i początków XX wieku, jednakże tradycja wyrobu chleba w tym miejscu jest znacznie starsza. Pierwszy młyn powstał w XV wieku, sam kompleks młynów przed wojną składał się jeszcze z piekarni i gospody[23].

## Transport i komunikacja

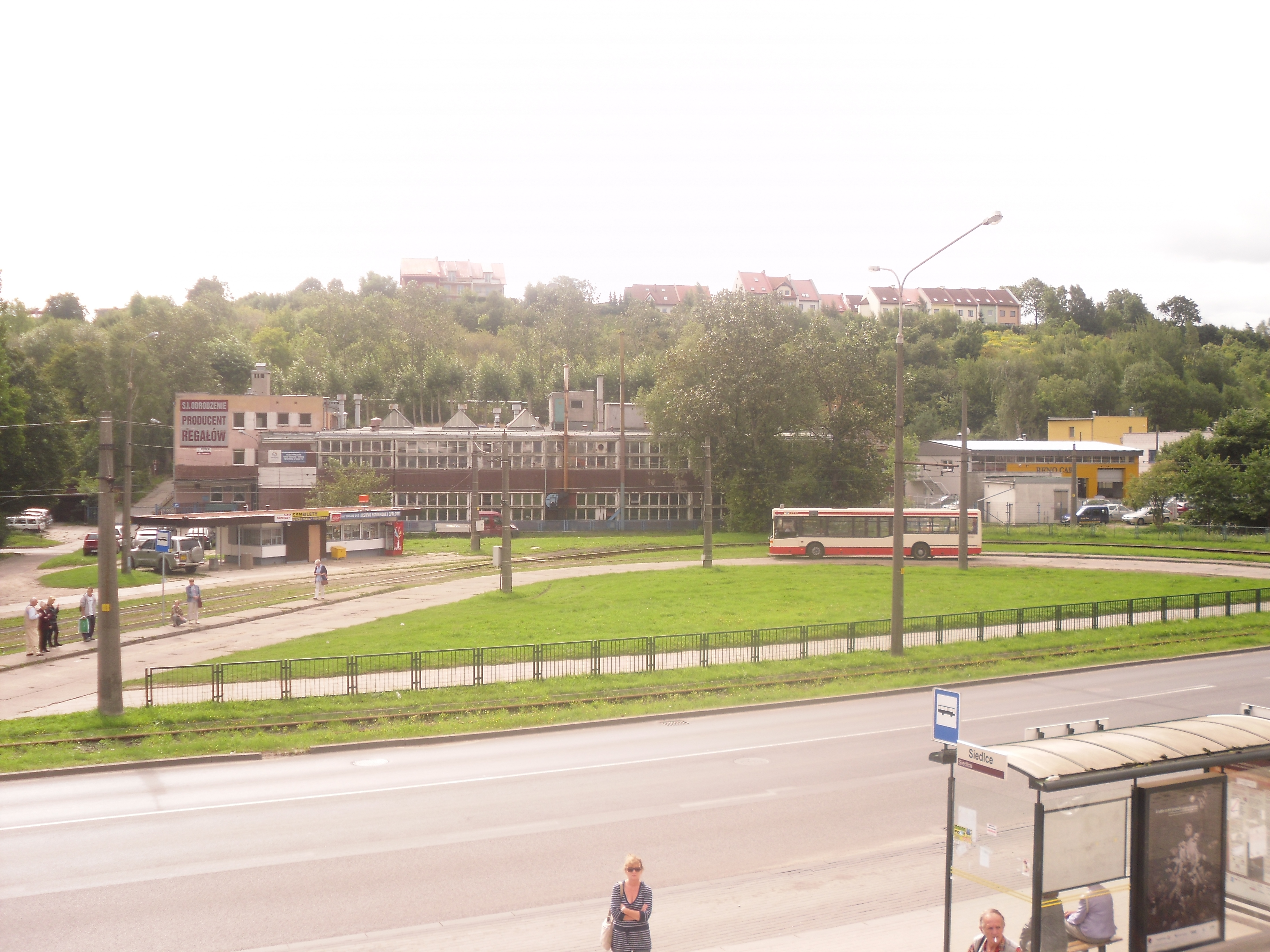
Pętla tramwajowa Siedlce w 2010 roku (przed przebudową)

Przez dzielnice przebiega ulica Kartuska, jedna z głównych ulic wylotowych z Gdańska w stronę Kaszub.

### Tramwaje
W 1886 roku równolegle do ulicy Kartuskiej zbudowano linię tramwajową do Siedlec, powstała przy okazji również zajezdnia. 30 lat później linia ta jako jedna z pierwszych została zelektryfikowana.
Do 2015 roku linia była zakończona pętlą Siedlce. W 2015 roku w wyniku przebudowy pętli powstał węzeł integracyjny – pętla autobusowo-tramwajowa.

### Autobusy
Ulicą Kartuską przejeżdżają niektóre autobusy międzymiastowe. Na terenie dzielnicy znajduje się przystanek autobusowy Gdańsk Kartuska/Siedlce.

## Kultura i edukacja

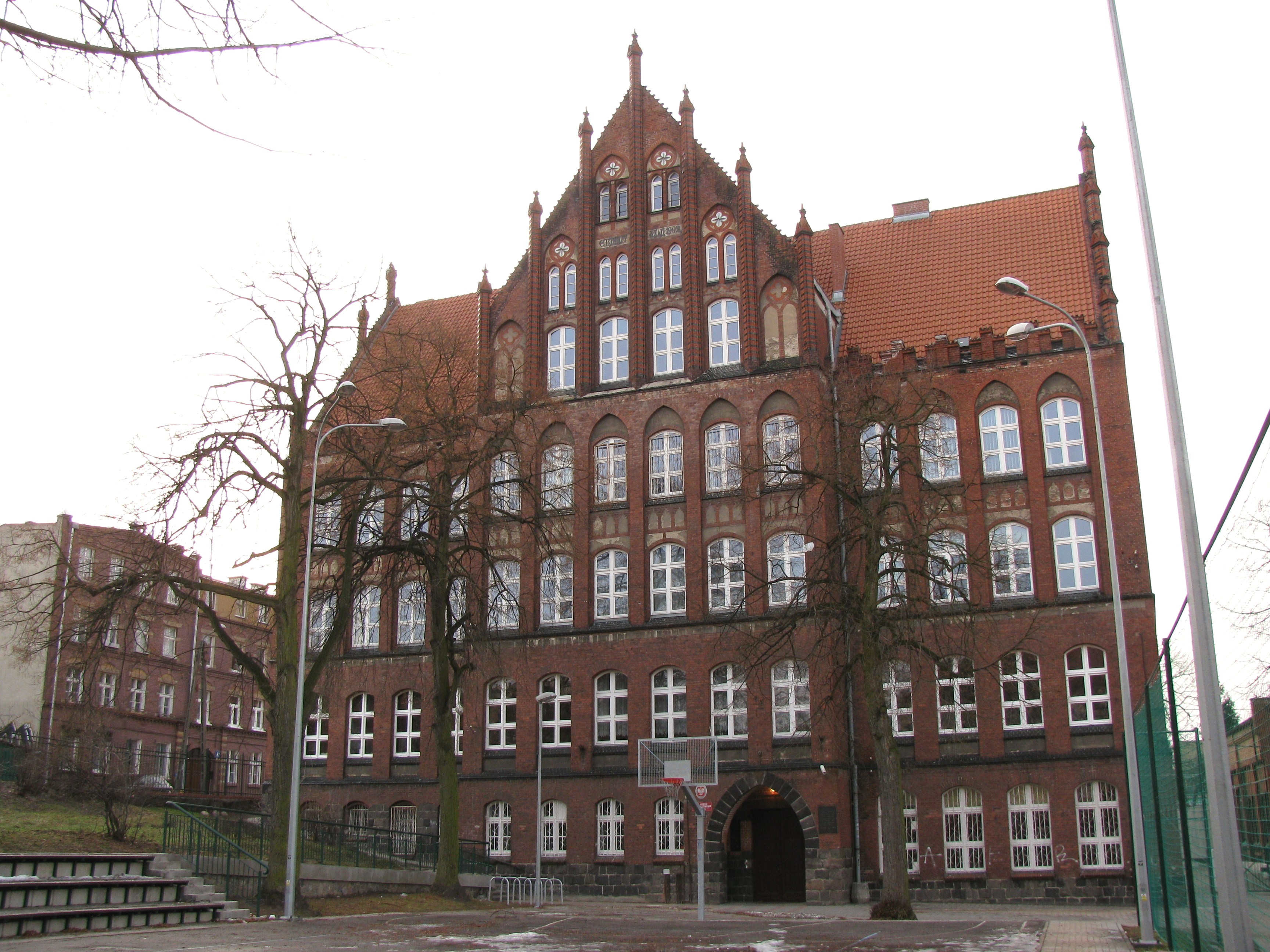
VIII LO w Gdańsku

### Szkoły ponadgimnazjalne
Na terenie dzielnicy działają dwie szkoły średnie: VIII Liceum Ogólnokształcące oraz niepubliczne akademickie liceum ogólnokształcące.

## Sport
Na terenie dzielnicy działają klub sportowy EX Siedlce Gdańsk oraz KS Sekta. Drużyny te występują w B klasie.

## Wspólnoty wyznaniowe

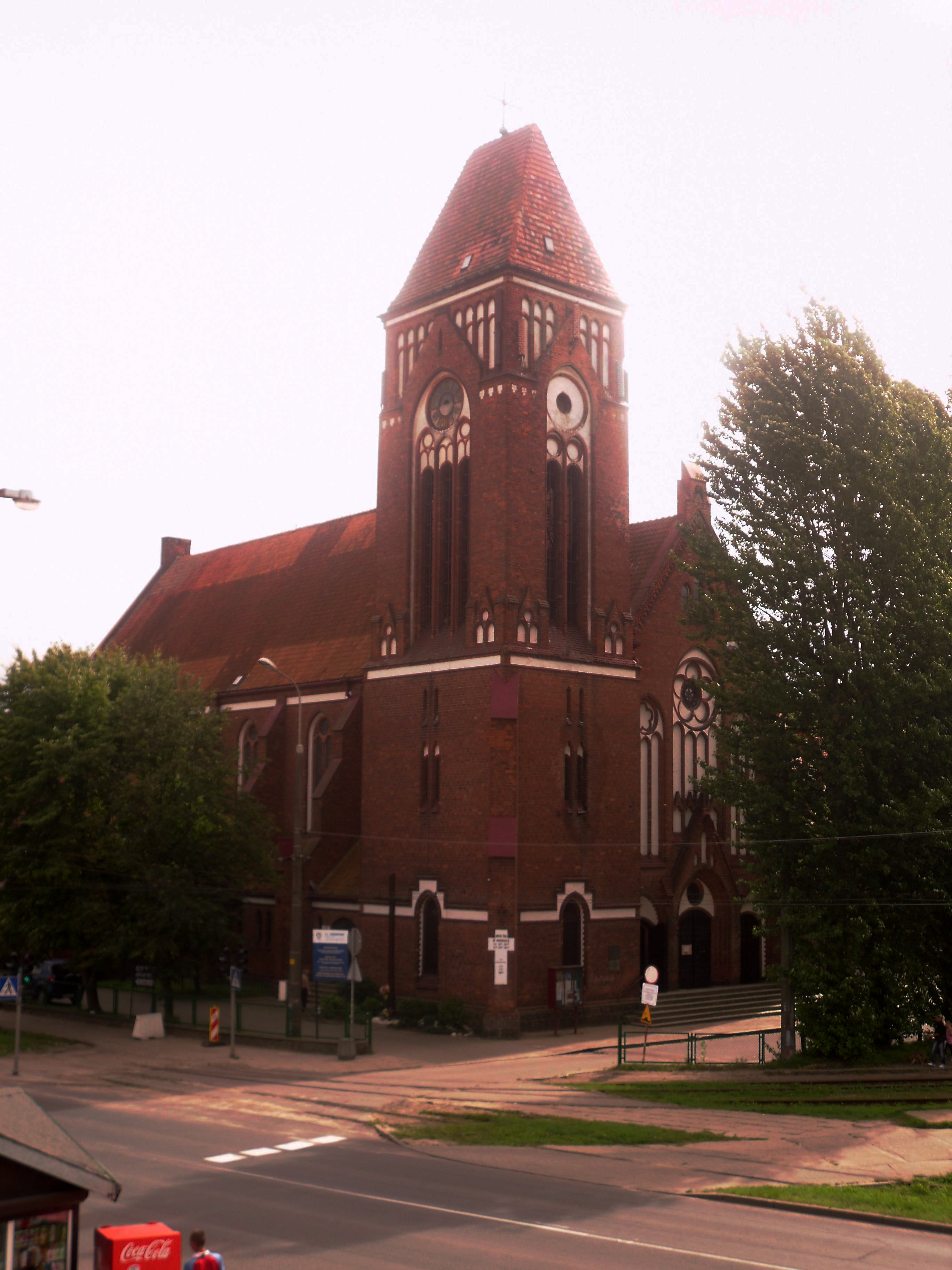
Kościół św. Franciszka z Asyżu w Gdańsku

### Kościół rzymskokatolicki
Dzielnica podzielona jest na dwie parafie rzymskokatolickie: pw. św. Franciszka z Asyżu i pw. Chrystusa Króla. Parafia pw. św. Franciszka z Asyżu posiada kościół parafialny zbudowany w latach 1904−1906 w stylu neogotyckim. Kościół od 1984 jest na liście zabytków.

### Świadkowie Jehowy
Na terenie dzielnicy działalność prowadzi zbór Świadków Jehowy Gdańsk-Siedlce.

## Rada Dzielnicy

### Kadencja 2024–2029[31][32][33][34]
- Przewodniczący Zarządu Dzielnicy 
  - Wojciech Widzicki
- Przewodniczący Rady Dzielnicy 
  - Andrzej Nawara

### Kadencja 2019–2024[35][36][37]
- Przewodniczący Zarządu Dzielnicy 
  - Wojciech Widzicki
- Przewodniczący Rady Dzielnicy 
  - Andrzej Nawara

### Kadencja 2015–2019[38]
- Przewodniczący Zarządu Dzielnicy 
  - Jędrzej Włodarczyk
- Przewodniczący Rady Dzielnicy 
  - Andrzej Nawara (2017−2019)[39]
  - Karol Nawrocki (2015−2017)[40]

### Kadencja 2011–2015[41][42]
do 1 czerwca 2014 jako Rada Osiedla
- Przewodniczący Zarządu Dzielnicy 
  - Jędrzej Włodarczyk
- Przewodniczący Rady Dzielnicy 
  - Karol Nawrocki